# Classe Kiiski
La classe Kiiski est une classe de sept petits dragueurs de mines construit par le chantier naval finlandais du groupe Fiskars à Turku pour la marine finlandaise au milieu des années 1980 et modernisés dans les années 1990.

## Spécifications techniques
Les navires en fibre de verre sont légers et ont été fabriqués à Turku entre 1982 et 1984 sur le chantier naval du groupe Fiskars. Ils sont propulsés par deux moteurs diesel Cummins avec deux hélices. leur armement ne comprend qu'une mitrailleuse lourde de 12.7 mm.

## Navires
| Nom      | N° de coque | Chantier                     | Mise en service  | Modernisation     | Statut       | Photo |
| -------- | ----------- | ---------------------------- | ---------------- | ----------------- | ------------ | ----- |
| Kiiski 1 | 521         | Chantier naval Fiskars Turku | 1981             | 22 décembre 1997  | en service   |       |
| Kiiski 2 | 522         | Chantier naval Fiskars Turku | 4 novembre 1983  |                   | Hors service |       |
| Kiiski 3 | 523         | Chantier naval Fiskars Turku | 28 novembre 1983 | 26 juin 1998      | en service   |       |
| Kiiski 4 | 524         | Chantier naval Fiskars Turku | 12 décembre 1983 | 30 septembre 1998 | en service   |       |
| Kiiski 5 | 525         | Chantier naval Fiskars Turku | 24 mai 1985      | 13 novembre 1998  | en service   |       |
| Kiiski 6 | 526         | Chantier naval Fiskars Turku | 24 mai 1985      | 12 décembre 1999  | en service   |       |
| Kiiski 7 | 527         | Chantier naval Fiskars Turku | 24 mai 1985      | 30 mai 2000       | en service   |       |

## Galerie

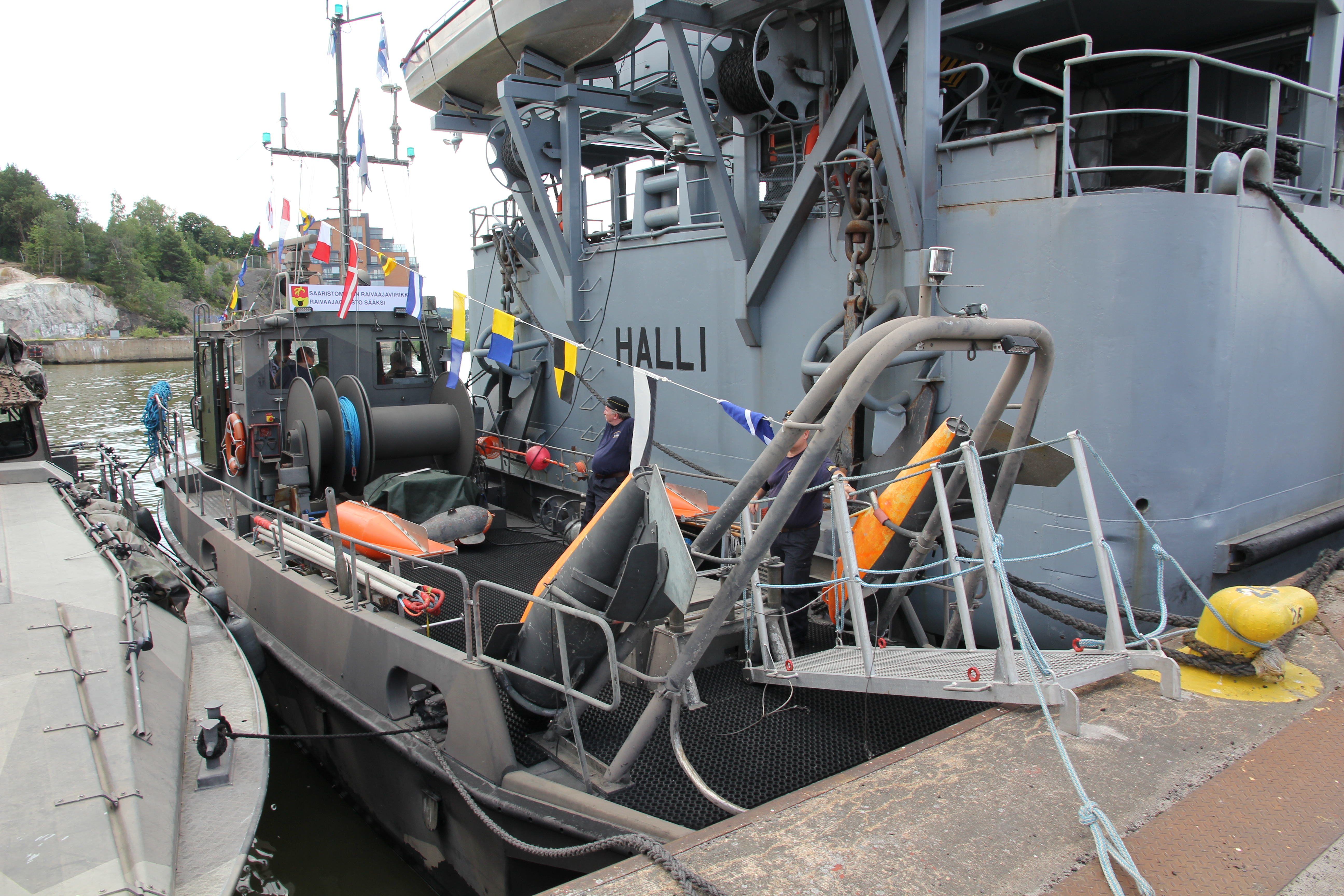
Kiiski 7 en 2014
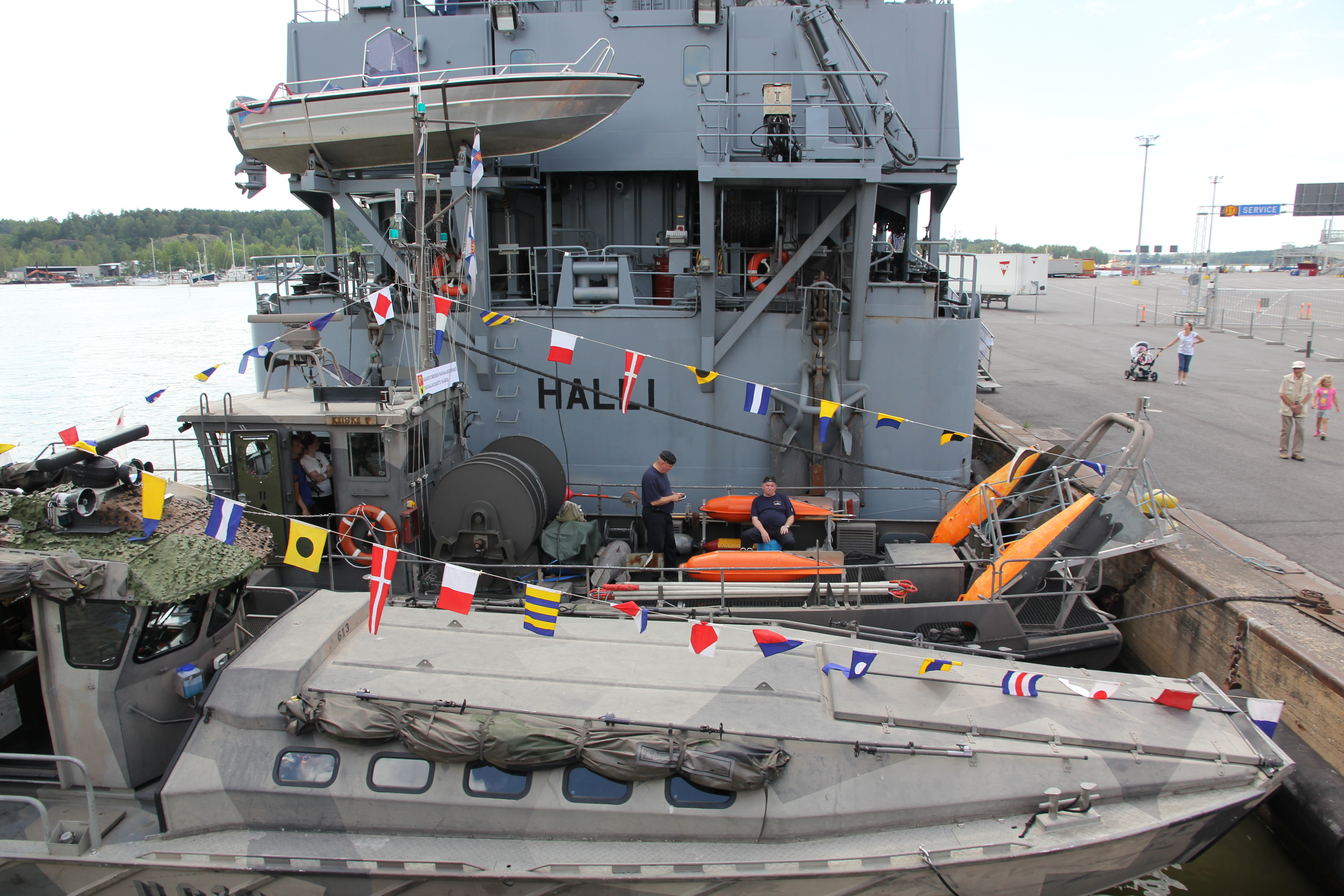
Kiiski 7

### Articles externes
- (en) Kiiski-class mine clearing boats- Site GlobalSecurity.org